# كاثلين سالموند
كاثلين لوسي سالموند (1895-1946) هي رسامة من نيوزيلندا، ولدت في دنيدن.

## حياتها
كانت كاثلين هي الابنة الكبرى للمهندس المعماري لويس سالموند [الإنجليزية]. درست في مدرسة دنيدن للفنون [الإنجليزية]. سافرت إلى المملكة المتحدة وأمضت عامًا في مدرسة هارفي بروكتور للفنون في كورنوال وسنة واحدة في مدرسة سليد للفنون الجميلة [الإنجليزية] ومدرسة سانت مارتن للفنون [الإنجليزية].